# Carbonato de ferro(II)
Carbonato de Ferro (III)